# New-York-City-Marathon 1998
Der New-York-City-Marathon 1998 war die 29. Ausgabe der jährlich stattfindenden Laufveranstaltung in New York City, Vereinigte Staaten. Der Marathon fand am 1. November 1998 statt.
Bei den Männern gewann John Kagwe in 2:08:45 h und bei den Frauen Franca Fiacconi in 2:25:17 h.

## Ergebnisse

### Männer
| Platz | Athlet            | Land      | Zeit (h) |
| ----- | ----------------- | --------- | -------- |
| 01    | John Kagwe        | Kenia     | 2:08:45  |
| 02    | Joseph Chebet     | Kenia     | 2:08:48  |
| 03    | Zebedayo Bayo     | Tansania  | 2:08:51  |
| 04    | Germán Silva      | Mexiko    | 2:10:24  |
| 05    | Vanderlei de Lima | Brasilien | 2:10:42  |
| 06    | Roberto Barbi     | Italien   | 2:10:55  |
| 07    | Simon Chemoiywo   | Kenia     | 2:11:08  |
| 08    | Peter Githuka     | Kenia     | 2:11:20  |
| 09    | Shem Kororia      | Kenia     | 2:11:27  |
| 10    | Jonathan Ndambuki | Kenia     | 2:11:30  |

### Frauen
| Platz | Athletin               | Land               | Zeit (h) |
| ----- | ---------------------- | ------------------ | -------- |
| 01    | Franca Fiacconi        | Italien            | 2:25:17  |
| 02    | Adriana Fernández      | Mexiko             | 2:26:33  |
| 03    | Tegla Loroupe          | Kenia              | 2:30:28  |
| 04    | Ljudmila Petrowa       | Russland           | 2:31:09  |
| 05    | Franziska Rochat-Moser | Schweiz            | 2:32:37  |
| 06    | Libbie Hickman         | Vereinigte Staaten | 2:33:06  |
| 07    | Viviane Deoliveira     | Brasilien          | 2:35:12  |
| 08    | Rakiya Maraoui         | Frankreich         | 2:35:59  |
| 09    | Elena Vinitskaia       | Belarus            | 2:36:53  |
| 10    | Márcia Narloch         | Brasilien          | 2:37:33  |